# جانی فریو

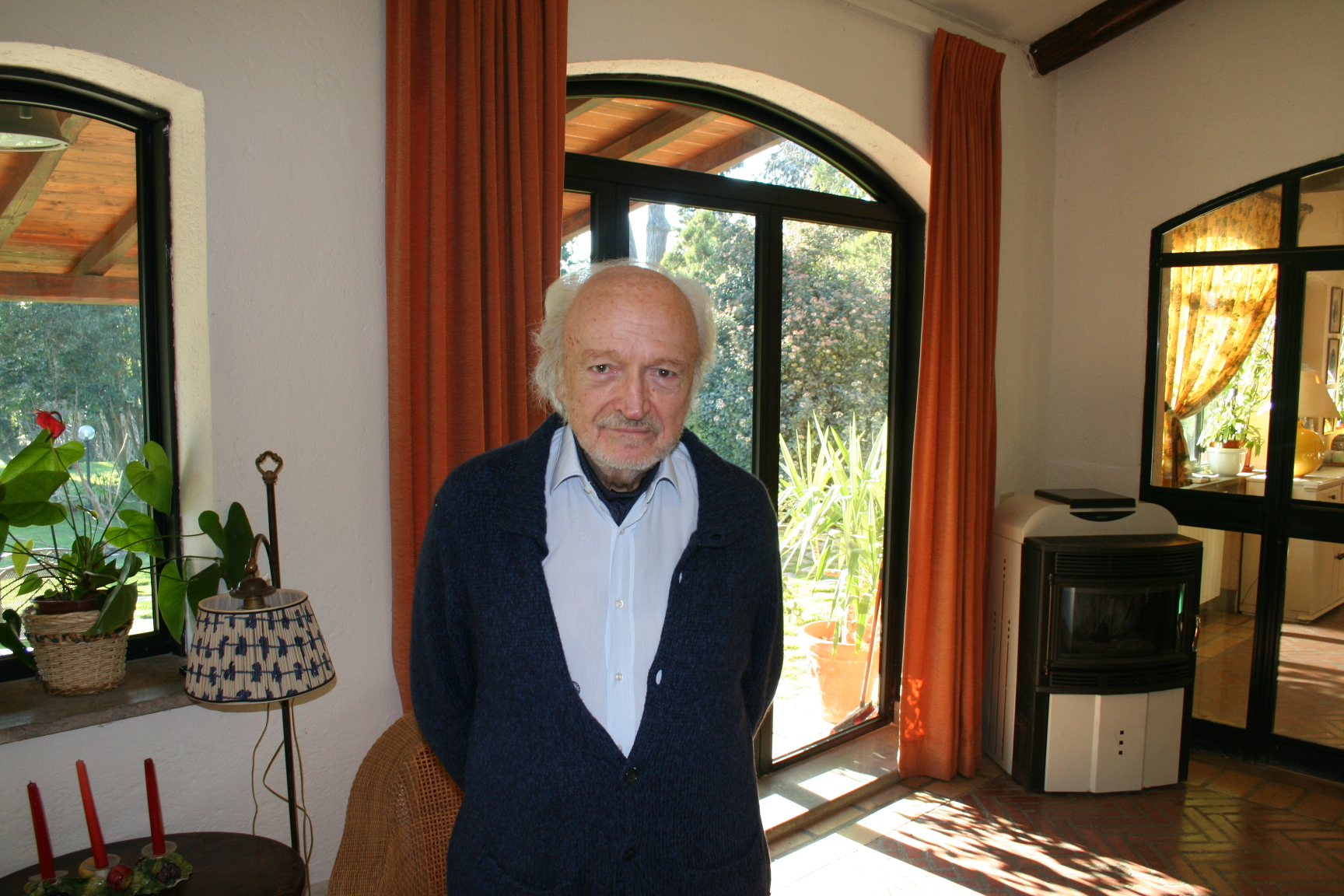
جانی فریو در سال ۲۰۰۸ میلادی

جانّی فریو (ایتالیایی: Gianni Ferrio؛ ‏ ۱۵ نوامبر ۱۹۲۴ – ۲۱ اکتبر ۲۰۱۳) موسیقی‌دان، رهبر ارکستر، آهنگساز و تنظیم‌کنندهٔ موسیقی اهل ایتالیا بود. وی در کنسرواتور ونیز و کنسرتوار ویچنزا تحصیل کرد. وی همسر آلبا آرنووا بود.

## گزیدهٔ آثار

### سینما
- تعطیلات کاکتوسی (۱۹۸۱)
- عالیجناب با معشوقه‌اش زیر تخت (۱۹۸۱)
- یک هفته کنار دریا (۱۹۸۱)
- تعطیلات زمستانی (۱۹۸۰)
- دانش‌آموز رفوزه به آقای مدیر چشمک زد (۱۹۸۰)
- دارم یه قایق تفریحی می‌گیرم (۱۹۸۰)
- پرستار شب (۱۹۷۹)
- خانم پرستار در تیمارستان نظامی (۱۹۷۹)
- چگونه معلم‌تان را از راه بدر کنید (۱۹۷۹)
- خانم معلم با همه کلاس… می‌رقصد (۱۹۷۹)
- خانم معلم به دبیرستان پسرانه می‌رود (۱۹۷۸)
- چگونه از دست زن خلاص شده، یک معشوقه پیدا کنیم (۱۹۷۸)
- کلافه و ملول از محبت خانواده (۱۹۷۸)
- دختر دبیرستانی در کلاس رفوزه‌ها (۱۹۷۸)
- به‌خاطر عشق پوپیا (۱۹۷۷)
- کلاس مختلط (۱۹۷۶)
- ضعف اخلاقی خانوادگی (۱۹۷۵)
- پلیس زن (۱۹۷۴)
- بن و چارلی (۱۹۷۲)
- پروانه خون‌آلود (۱۹۷۱)
- مردی به نام اسلج (۱۹۷۰)
- قصر لذت (۱۹۶۹)
- جایی برای مردن پیدا کن (۱۹۶۸)
- خانم صاحبخانه هم روابط عاشقانه دارد (۱۹۶۸)
- سوزان، خانم صاحبخانه لان (۱۹۶۷)

### مجموعهٔ تلویزیونی
- رم خواهان بازگشت سزار است (۱۹۷۴)
- جزیره اسرارآمیز (۱۹۷۳)